# 虫 (アルバム)
『虫』（むし）は、日本のロックバンドであるザ・スターリンの3枚目のオリジナル・アルバム。
1983年4月25日に徳間ジャパンのクライマックスレコードレーベルからリリースされた。本作はジャケット裏面に各曲のタイトルと歌詞の他に「作詞・作曲・編曲・演奏・ザ・スターリン」と記載されているのみで、その他の情報は一切記載されていない。
レコーディングは1983年1月末から2月上旬にかけて箱根のロックウェルスタジオにて行われた。前作収録曲の歌詞がレコード制作基準倫理委員会から指摘を受けたことで歌詞を修正せざるを得ない状況に陥った影響を受け、本作では元々膨大な量の歌詞が用意されていたもののその多くが削減され、それらの楽曲は遠藤によりタンク・ロック（短句ロック）と名付けられた。
本作は先行シングル「GO GO スターリン」を収録している他、本作と同日に「NOTHING」がシングルカットされてリリースされた。同時期のザ・スターリンはメンバーがかなり流動的となっており、本作リリース後にコンサートツアーを行っているがレコーディングメンバーとは異なっている。本作はオリコンアルバムチャートにおいて最高位第2位を獲得した。後にリリース後40周年を記念して未発表曲を追加した『虫 -40th Anniversary Edition-』（2023年）がリリースされた。

## 背景
前作『STOP JAP』（1982年）のリリースと前後する形で、ドラムス担当の乾純は故郷の父親が倒れた事を理由に1982年6月12日の綾瀬菩提樹ホール公演を以ってバンドから脱退し、代わりにSODOMに所属していた小田ヒトシが6月24日の上馬ガソリンアレイ公演からドラムス担当として加入した。乾の脱退は父親の件のみが原因ではなく、プロデューサー的な立場であった音楽評論家の森脇美貴夫からハードコア・パンクのような演奏を求められたものの、自らの演奏スタイルと異なる上にハードコアに価値を見出せなかった乾は、同時期に父親が椎間板の手術の影響で下半身不随となったことから介護が必要になりザ・スターリンから脱退することになった。綾瀬菩提樹ホール公演では200人程度収容可能な会場に対して500人を詰め込んており、ライブ中に全マイクが使用不可能になったことからすべての楽曲を聴衆が合唱することになったと乾は述べている。
同年に週刊誌『週刊現代』7月24日号においてザ・スターリンの特集が組まれ、7月2日、3日の2日間に亘って行われた横浜シェル・ガーデン公演において支配人が禁止したにも拘わらず、ボーカルの遠藤ミチロウが客席に向けてニワトリを投げ入れた事で、支配人は「もう彼らには、金輪際、貸しません。彼らはミュージシャンじゃありません」と発言し出入り禁止処置を取られた事が掲載された。この記事の影響により熊本での大学構内公演が中止となり、熊本市教育委員会は「スターリンのコンサートを見に行ったら退学」という通達を出す事態となった。また、8月2日に神戸国際会館公演では観客が暴徒と化し、イスやエレベーターを破壊したため、事態を重く見た神戸市により「スターリンに公共施設は貸さない」という市条例が制定される事となった。これにより全国ホール協会のブラックリストに載せられた事によって全国でライブ会場の確保が困難になった。しかしライブ活動の過激さとは裏腹に、この時期にはファッション誌『POPEYE』や『Popteen』、音楽誌『ARENA37℃』などの雑誌においてアイドル的な特集が組まれる事もあった。
9月27日の前橋ガルシア公演を最後に小田が脱退し、ドラムスとして中田ケイゴが加入。12月には音楽誌『音楽専科』にて顔が似ているとの理由から遠藤と明石家さんまの対談が「遠藤みちろうVS明石家さんま・大爆笑!! そっくり対談」のタイトルで掲載された。12月25日には遠藤による初のエッセイ集『嫌ダッといっても愛してやるさ』が出版され、映画監督の石井聰亙や作家・写真家である藤原新也との対談が掲載された事でライブパフォーマンス以外でも遠藤の言動が話題となった。1983年に入り、2月10日には12インチ・シングル盤「GO GO スターリン」をリリース。3月5日、6日に千葉ダンシングマザース公演を最後に、ギターのタムおよびドラムスの中田ケイゴが脱退、代わりに名古屋で活動していたパンクバンド「OXYDOLL」に所属していたギターの良次雄、ドラムスの中村達也が加入する。

## 録音
本作のレコーディングは1983年の1月末から2月上旬にかけて、箱根にあるロックウェルスタジオにて行われた。レコーディング時のバンドメンバーはミチロウ（ボーカル）、タム（ギター）、シンタロウ（ベース）に加えて、ドラムスは当時じゃがたらに所属していた中村貞祐が担当している。森脇が主導権を握っていた前作とは異なり、本作はディレクターの加藤正文が主導権を握って制作が行われており、結果として森脇も納得できる完成度になったという。
本作に収録された曲は元々膨大な量の歌詞が制作されていたが、前作での歌詞修正問題の影響で大幅に歌詞が削られて短い歌詞となり、これらの楽曲はタンク・ロック（短句ロック）と名付けられた。また、レコーディングの段階でまだ歌詞が制作されていない曲もあり、結局歌詞が思い浮かばなかったため「Nothing」や「取り消し自由」のような歌詞となった。後にアメリカ合衆国でリリースされたオムニバスアルバム『『Welcome to 1984』に収録された「Chicken Farm Chicken」がこの時にレコーディングされている。レコーディング時には料理人が不在であったため、遠藤が自ら調理してバンドメンバーに食事を提供していた。この時期にはメンバー間で確執が生まれており、バンドは崩壊寸前の状態であった。この状況からタイトルナンバーである「虫」が制作され、「おまえなんて知らない」、「どこかへ飛んでけ」という歌詞はメンバーに向けたものであるという。その内容から「虫 = 無視」という意味に捉えられがちであるが、そのような意図はないと遠藤は述べている。
レコーディングにおいて大きな問題は発生しなかったが、遠藤のボーカルに関してはリズムと歌詞、メロディーが一致しない箇所があったため歌唱法を変更することや、歌唱法の変更では改善しない場合は歌詞の変更が行われたが時間を要し、また歌唱が長期間に亘ると声が極端に細くなるという問題などが発生した。本作リリース後に徳間ジャパンとの契約が終了し、プロデューサー的な立場であった森脇が自然と疎遠になっていったことについて、ドラムス担当のイヌイはその後のザ・スターリンにとってエポックな出来事であったと述べている。ちなみに本作の録音中に隣のスタジオでは16歳の中森明菜が録音していた。また、本作にはレコーディング時のメンバーである中田ケイゴの行動より生まれたタイトルが多くあると後に遠藤が述べている。
本作のレコーディング後でありアルバムリリース前となる3月にタムと中田ケイゴが脱退し、the 原爆オナニーズに所属していた良次雄および中村達也が加入している。タムはステージ上において激しいギター・プレイを行っていたものの普段は温厚な人物であったが、ドラムス担当の乾は後年になりタムが遠藤のことを罵倒していたという話を聞いたと述べている。タムはザ・スターリン脱退後に自主レーベル「ADKレコード」を設立したものの多くの借金を抱えている状態であり、乾は当時のタムのギャラが少なく金が必要であったことが原因ではないかと推測している。

## 音楽性と歌詞
本作の音楽性がハードコア・パンクに傾倒した事について遠藤はギターのタムによる影響が大きいと語り、遠藤自身も当時はG.B.H.やディスチャージなどを好んで聴いていたという。
本作の音楽性に関していぬん堂は2003年のリマスター盤のライナーノーツにて、「ザ・スターリンのハード・コア・パンクへの返礼とも言える内容」、「贅肉を削ぎ落しに落して骨だけになったような凝縮された歌詞に、より攻撃的になった音塊が襲ってくる」と表現、さらに遠藤ミチロウの25周年記念BOX『飢餓々々帰郷』（2007年）のライナーノーツにて、「過酷な合宿レコーディングを想像させる刺々しい楽曲群」、「タイトル曲の『虫』に代表されるような『虫 = 無視』にも通ずるディスコミュニケーションの塊のような怪作」と表現している。
音楽情報サイト『OKmusic』にてライターの帆苅智之は、全12曲中で3分を超える曲が「水銀」、「取り消し自由」、「虫」の3曲のみである事、またトータルで32分しかない本作の内、10分近くある「虫」が3分の1を占めている事を指摘している。また、同曲が軽快なメロディーではない事について、バンドアンサンブルや雰囲気を重視した曲である事を指摘し、次作『Fish Inn』（1984年）がサイケデリック・ロックに傾倒した作品になった事からも、「この時期からミチロウの指向は所謂パンキッシュな方向から離れつつあったのだろう。ニューウェイブっぽい乾いたギターサウンドが強調されているようにも思われるM1「水銀」にもその傾向は見て取れる」と述べている。

## 楽曲

### SIDE A
1. 「水銀」
シングル「NOTHING」のB面曲。トリビュート・アルバム『365:A TRIBUTE TO THE STALIN』（2001年）においてBRAWLSによるカバーが収録されている[25][26]。
2. 「365」
丸尾末広の短編「童貞厠之助　俺の名はマイナス」（『DDT―僕、耳なし芳一です―』収録）に歌詞が引用されている。
3. 「泥棒」
4. 「天プラ」
筋肉少女帯の楽曲「元祖高木ブー伝説」（1989年）は本曲から着想を得て制作されており、曲タイトルは遠藤のソロ・アルバム『ベトナム伝説』（1984年）から拝借したと大槻ケンヂは述べている[27]。
5. 「Fifteen（15才）」
6. 「ING,O!（夢遊病）」
7. 「Die In」
8. 「取り消し自由」

### SIDE B
1. 「GO GO スターリン」
4枚目のシングル。詳細は「GO GO スターリン」を参照。
2. 「Nothing」
5枚目のシングル。詳細は「NOTHING」を参照。
3. 「アザラシ」
『365:A TRIBUTE TO THE STALIN』においてQP-CRAZYによるカバーが収録されている[25][26]。
4. 「虫」
10分に及ぶ長尺でミドルテンポの重厚な楽曲であり、ライブの1曲目に演奏される事が多かった。『365:A TRIBUTE TO THE STALIN』において赤犬によるカバーが収録[25][26]、また『青鬼赤鬼〜ザ・スターリン・遠藤ミチロウ還暦 & 30周年トリビュートアルバム〜』（2010年）において血刃了によるカバーが収録されている[28]。

### 2003年盤ボーナス・トラック
1. 「GO GO スターリン (single version)」
2. 「カタログZ」
3. 「先天性労働者」
「TOKYO」というライブで演奏されていた未発表曲が原曲となっている。『365:A TRIBUTE TO THE STALIN』においてR.O.M.によるカバーが収録[25][26]、また『ロマンチスト〜THE STALIN・遠藤ミチロウTribute Album〜』（2010年）においてAA=によるカバーが収録されている[28]。
4. 「虫（未発表ライヴ）」
1983年5月2日の後楽園ホールでの音源から収録されている。

## リリース、プロモーション、アートワーク
本作は1983年4月25日に徳間ジャパンのクライマックスレコードレーベルからLPおよびCTの2形態でリリースされた。LP盤の初回プレスは前面が円く穴のあいた特殊ジャケットの丸尾末広による絵画が描かれたピクチャーレコードになっており、特典として同ジャケットのB2版のポスターが付属していた。同年2月10日には先行シングルとして「GO GO スターリン」がリリースされたが、本作にはアレンジが若干異なるアルバム・バージョンとして収録された。また本作リリースと同日には「NOTHING」がシングルとしてリリースされている。本作リリース後、オリコンチャートのランキングでベスト43になった事を切っ掛けとして、フジテレビ系音楽番組『夜のヒットスタジオ』（1968年 - 1985年）への出演依頼が来る事となった。しかし、6月14日に同番組に出演したRCサクセションの忌野清志郎が演奏中にカメラに向かってガムを吐き捨てた事が問題となり、ザ・スターリンの出演は危険であるとの判断から出演は中止となった。
ジャケットは映画『怪傑黒頭巾』（1953年 - 1960年）をモチーフにした丸尾末広による絵画となっている。これは当時遠藤が知り合いの編集者から漫画雑誌『ガロ』に連載していた漫画家の副業として紹介されて実現したものである。丸尾は森脇美貴夫から『怪傑黒頭巾』を使用する事を提案され、映画の版権は東映が所有しており著作権問題に配慮するため額に星のマークを付ける事にした。背景は空襲によって焼け崩れる街が描かれている。初回限定盤では穴あきのレコードジャケットで上記の絵が見えるようになっていたが、通常盤では通常のレコードケースとなり、真っ黒のジャケットに「虫」とだけ書かれたものになった。
その後、本作は1986年にリリースされた『Best sellection』にて前作『STOP JAP』（1982年）とのカップリングで初CD化され、以後1989年および1993年に再リリースされ、1998年にはデジパック仕様で再リリースされた。2003年には初めてデジタルリマスタリングされた上で紙ジャケット仕様にて再リリースされた他、2015年にはSHM-CD仕様で再リリース。2016年にはアナログ盤として再リリースされた。2020年9月30日には徳間ジャパンコミュニケーションズ創立55周年企画の第1弾としてハイ・クオリティCDにて再リリースされた。オリジナル盤のリリースから40周年となる2023年5月20日には本作収録曲全曲の「off-vocal mix」（カラオケ）と「GO GOスターリン（労働者Ver.）」を含めた未発表曲数曲を追加収録した『虫 -40th Anniversary Edition-』がリリースされた。

## 批評、影響
| 専門評論家によるレビュー | 専門評論家によるレビュー |
| レビュー・スコア         | レビュー・スコア         |
| 出典                     | 評価                     |
| ------------------------ | ------------------------ |
| CDジャーナル             | 肯定的                   |
| OKMusic                  | 肯定的                   |

批評家たちからは本作の歌詞に関して肯定的な意見が挙げられており、音楽情報サイト『CDジャーナル』では本作を「彼らが一番スキャンダルを生んでいた頃のアルバム」と位置付けた上で、「遠藤みちろうという人は、詩人だ。歌詞だけ見てると面白い。ズドドドと疾走する演奏が、言葉の意味を吹き飛ばす」と肯定的に評価、音楽情報サイト『OKMusic』にてライターの帆苅智之は、「言葉が突き刺さって来るようではないか」、「それがパンクならではのキャッチーに乗せられている」と表現し肯定的に評価した。
本作の音楽性に関しても肯定的な意見が挙げられており、『CDジャーナル』では「このアルバムなくして、日本のハードコア、パンクはなかった、とも言える名盤中の名盤だ」と本作の影響力に関して絶賛、『OKMusic』にて帆苅は「メロディーのキャッチーさはそのままに音は荒々しさを増し、歌詞は放送禁止用語のようなヤバさはなくなっているものの、直接的などぎつさが失われた分、ひとつひとつがより鋭角的かつ攻撃的になっている印象で、内包された過激さは前作以上」と理解が容易である事や音の暴力性に関して評価した上で「方向性の二極化は過渡期ならではものだったと言えるのかもしれない」と指摘しているが、「パンクチューンもさらに洗練させているところにミチロウの真摯な姿勢を垣間見られるし、それと同時に、氏が決して大衆を無視していなかったことを想像するのである」と肯定的に評価した。
また、お笑い芸人の千原ジュニアは生まれて初めて買ったレコードが本作であると述べている。千原はテレビ番組で初めて買ったレコードの話が出た際には、本作がテレビ向けでない事から国生さゆりの「バレンタイン・キッス」（1986年）が初めて買ったレコードであると答えていた。

## チャート成績、ツアー
本作はオリコンアルバムチャートにおいて初登場第43位となり、その後売り上げを伸ばし最高位第2位を獲得した。後に本作を受けてのコンサートツアーを開始するも、1983年6月11日に行われた明治学院大学公演を最後にギターの良次雄およびドラムスの中村達也が脱退する。良次雄および中村はザ・スターリンに参加してから3か月弱で脱退することになり、ザ・スターリンとしての活動が休止することになったため、後年遠藤はこの時点が「実質的なザ・スターリンの終焉」であったと述べている。
同年9月17日には京都大学西部講堂においてザ・スターリンとノイズバンドである非常階段との合体ユニットとなる「スター階段」の公演が行われ、ギター担当として尾形テルヤ、ドラムス担当として乾が参加することになった。同イベントライブへの参加を遠藤から打診された乾は、非常階段を好んでいたことから快諾することになった。当日は破壊的なパフォーマンスにより荒れ模様のライブとなり、ファイナルにおいて客席にダイブした乾であったが聴衆は乾を避けるように逃げたため床に打ち付けられ気絶したと述べている。杉山と乾の共演は当日が最後となり、1996年に杉山が死去したため乾は「西部講堂で分かれたシンタロウとはそれが永遠のお別れになってしまった」と述べている。
12月にはベース担当の杉山シンタロウが脱退し、新たにギター担当としてJUNE-BLEED、ベース担当として尾形が加入し、乾がドラムス担当として復帰する。遠藤は2013年に雑誌『ペキンパー VOL.4』において、「パンク&ハードコアのスターリンは杉山晋太郎。晋太郎がいなくなった時点でスターリンは終わったんだなと思う。なんだかんだいって杉山晋太郎が一番スターリンだったんですよ」と述べている。ザ・スターリンに復帰した乾であったが遠藤の期待には沿うことが出来ず、後年「復帰のときふと思った、辞めた者の復帰はウマくいかんないんじゃないか、という予感は現実になる」と述べている。
本作はジャケットが忍者に見える事からアメリカ合衆国において異常な売れ行きを示した。またアメリカ合衆国の音楽番組にて取り上げられた事もあり、一部で話題となった。その影響もあり、音楽誌『マクシマムロックンロール』の編集長がザ・スターリンのファンであった事から、1991年に遠藤がサンフランシスコを訪れた際に現地でのライブを要請され、急遽寄せ集めのメンバーでライブを行ったところ大盛況となった。しかし現地ではバンド名の皮肉が伝わらず、「おまえはコミュニストか?」と質問されたという。

## 収録曲

### オリジナル盤
- CDバックカバーでは全作詞および作曲、編曲がザ・スターリン名義になっているが、シングル「GO GO スターリン」（1983年）、ライブ・アルバム『FOR NEVER』（1985年）および『行方不明 〜LIVE TO BE STALIN〜』（1991年）において記載された作詞および作曲者名、また日本音楽著作権協会の作品データベース検索サービスに登録された作詞者および作曲者名は個別に表記する。

| #         | タイトル             | 作詞         | 作曲         | 時間  |
| --------- | -------------------- | ------------ | ------------ | ----- |
| 1.        | 「水銀」             | 遠藤みちろう | 遠藤みちろう | 3:28  |
| 2.        | 「365」              | 遠藤みちろう | タム         | 1:45  |
| 3.        | 「泥棒」             | 遠藤みちろう | 遠藤みちろう | 1:24  |
| 4.        | 「天プラ」           | 遠藤みちろう | 遠藤みちろう | 1:05  |
| 5.        | 「Fifteen（15才）」  | 遠藤みちろう | タム         | 1:41  |
| 6.        | 「ING,O!（夢遊病）」 | 遠藤みちろう | 遠藤みちろう | 2:11  |
| 7.        | 「Die In」           | 遠藤みちろう | タム         | 0:59  |
| 8.        | 「取り消し自由」     | 遠藤みちろう | タム         | 3:30  |
| 合計時間: | 合計時間:            | 合計時間:    | 合計時間:    | 16:03 |

| #         | タイトル             | 作詞         | 作曲         | 時間  |
| --------- | -------------------- | ------------ | ------------ | ----- |
| 9.        | 「GO GO スターリン」 | 遠藤みちろう | 晋太郎       | 1:48  |
| 10.       | 「Nothing」          | 遠藤みちろう | 遠藤みちろう | 2:18  |
| 11.       | 「アザラシ」         | 遠藤みちろう | タム         | 2:07  |
| 12.       | 「虫」               | 遠藤みちろう | タム         | 9:53  |
| 合計時間: | 合計時間:            | 合計時間:    | 合計時間:    | 16:06 |

| #         | タイトル                              | 作詞         | 作曲         | 時間  |
| --------- | ------------------------------------- | ------------ | ------------ | ----- |
| 13.       | 「GO GO スターリン (single version)」 | 遠藤みちろう | 晋太郎       | 1:55  |
| 14.       | 「カタログZ」                         | 遠藤みちろう | タム         | 2:49  |
| 15.       | 「先天性労働者」                      | 遠藤みちろう | 晋太郎、タム | 5:14  |
| 16.       | 「虫（未発表ライヴ）」                | 遠藤みちろう | タム         | 10:00 |
| 合計時間: | 合計時間:                             | 合計時間:    | 合計時間:    | 19:58 |

### 40th Anniversary Edition
| #         | タイトル                           | 作詞  | 作曲・編曲 | 時間 |
| --------- | ---------------------------------- | ----- | ---------- | ---- |
| 1.        | 「水銀」                           |       |            | 3:28 |
| 2.        | 「365」                            |       |            | 1:45 |
| 3.        | 「泥棒」                           |       |            | 1:24 |
| 4.        | 「天プラ」                         |       |            | 1:05 |
| 5.        | 「Fifteen（15才）」                |       |            | 1:41 |
| 6.        | 「ING,O!（夢遊病）」               |       |            | 2:11 |
| 7.        | 「Die In」                         |       |            | 0:59 |
| 8.        | 「取り消し自由」                   |       |            | 3:30 |
| 9.        | 「GO GO スターリン」               |       |            | 1:49 |
| 10.       | 「Nothing」                        |       |            | 2:18 |
| 11.       | 「アザラシ」                       |       |            | 2:07 |
| 12.       | 「虫」                             |       |            | 9:53 |
| 13.       | 「GO GO スターリン (Single Ver.)」 |       |            | 1:55 |
| 14.       | 「カタログZ」                      |       |            | 2:49 |
| 15.       | 「先天性労働者」                   |       |            | 5:09 |
| 16.       | 「アザラシ (Primitive Ver.)」      |       |            | 2:08 |
| 17.       | 「GO GO スターリン (労働者Ver.)」  |       |            | 1:57 |
| 合計時間: | 合計時間:                          | 46:08 |            |      |

| #         | タイトル                                                                 | 作詞  | 作曲・編曲 | 時間  |
| --------- | ------------------------------------------------------------------------ | ----- | ---------- | ----- |
| 1.        | 「水銀」                                                                 |       |            | 3:27  |
| 2.        | 「365」                                                                  |       |            | 1:45  |
| 3.        | 「泥棒」                                                                 |       |            | 1:24  |
| 4.        | 「天プラ」                                                               |       |            | 1:05  |
| 5.        | 「Fifteen（15才）」                                                      |       |            | 1:41  |
| 6.        | 「ING,O!（夢遊病）」                                                     |       |            | 2:11  |
| 7.        | 「Die In」                                                               |       |            | 0:59  |
| 8.        | 「取り消し自由」                                                         |       |            | 3:29  |
| 9.        | 「GO GO スターリン」                                                     |       |            | 1:48  |
| 10.       | 「Nothing」                                                              |       |            | 2:31  |
| 11.       | 「アザラシ」                                                             |       |            | 2:07  |
| 12.       | 「虫」                                                                   |       |            | 10:04 |
| 13.       | 「キャプテン・クック・トロージャン (Chicken Farm Chicken Orignal Ver.)」 |       |            | 2:27  |
| 14.       | 「あそこうらんでョ（ニセ解剖）」                                         |       |            | 2:47  |
| 15.       | 「首だけアツレキ」                                                       |       |            | 2:59  |
| 16.       | 「GO GO スターリン (Ver.2)」                                             |       |            | 1:56  |
| 合計時間: | 合計時間:                                                                | 42:40 |            |       |

## スタッフ・クレジット

### ザ・スターリン
- ミチロウ – ボーカル
- タム – ギター
- 杉山シンタロウ – ベース
- 中村貞裕（from じゃがたら） – ドラムス[1]

### スタッフ
- 森脇美貴夫 – プロデューサー[3]

## チャート
| チャート         | 最高順位 | 登場週数 | 売上数  | 規格       | 出典   |
| ---------------- | -------- | -------- | ------- | ---------- | ------ |
| 日本（オリコン） | 43位     | 6回      | 1.1万枚 | LP         | [ 45 ] |
| 日本（オリコン） | 2位      | -        | -       | LP, CT, CD | [ 4 ]  |

## リリース日一覧
| No. | リリース日     | レーベル                             | 規格         | カタログ番号 | 備考                                                                                        | 出典          |
| --- | -------------- | ------------------------------------ | ------------ | ------------ | ------------------------------------------------------------------------------------------- | ------------- |
| 1   | 1983年4月25日  | 徳間ジャパン／クライマックスレコード | LP           | CMC-2512     | 初回プレスは特殊ジャケット、ピクチャーレコード 特典として同ジャケットのB2版のポスターが付属 | [ 46 ]        |
| 2   | 1983年4月25日  | 徳間ジャパン／クライマックスレコード | CT           | 25CMC-1013   |                                                                                             |               |
| 3   | 1988年         | 徳間ジャパン／VIVID SOUND            | LP           | PRL-1018     | 特殊ジャケット、ピクチャーレコードの初回プレスを再現した復刻盤                              |               |
| 4   | 1989年4月25日  | 徳間ジャパン／WAX RECORDS            | CD           | 27WXD-115    |                                                                                             | [ 47 ]        |
| 5   | 1993年12月21日 | 徳間ジャパン／WAX RECORDS            | CD           | TKCA-70222   |                                                                                             | [ 37 ]        |
| 6   | 1998年12月23日 | 徳間ジャパン／WAX RECORDS            | CD           | TKCA-71508   | デジパック仕様                                                                              | [ 38 ] [ 48 ] |
| 7   | 2003年10月22日 | 徳間ジャパン／クライマックスレコード | CD           | TKCA-72603   | デジタルリマスタリング盤、紙ジャケット仕様、ボーナストラック4曲収録                         | [ 49 ] [ 50 ] |
| 8   | 2007年4月4日   | 徳間ジャパン                         | AAC-LC       | -            | デジタル・ダウンロード、ボーナストラック4曲追加収録                                         | [ 51 ]        |
| 9   | 2015年5月13日  | 徳間ジャパン／WAX RECORDS            | SHM-CD       | TKCA-10116   | 紙ジャケット仕様                                                                            | [ 52 ] [ 2 ]  |
| 10  | 2015年5月13日  | 徳間ジャパン                         | AAC-LC       | -            | デジタル・ダウンロード                                                                      | [ 53 ]        |
| 11  | 2015年5月13日  | 徳間ジャパン                         | ハイレゾFLAC | -            | デジタル・ダウンロード                                                                      | [ 54 ]        |
| 12  | 2016年7月13日  | 徳間ジャパン／WAX RECORDS            | LP           | TKJA-10073   | 180グラム重量盤                                                                             | [ 55 ]        |
| 13  | 2020年9月30日  | 徳間ジャパン／WAX RECORDS            | UHQCD        | TKCA-10518   | 徳間ジャパンコミュニケーションズ創立55周年企画                                              | [ 57 ] [ 58 ] |
| 14  | 2023年5月20日  | いぬん堂                             | 2枚組CD      | WC-640       | 『虫 40th Anniversary Edition』としてカラオケ・バージョンおよび未発表曲を追加               | [ 59 ] [ 60 ] |